# Ким, Дженни
Ким Джени́ (кор. 김제니; род. 16 января 1996, Сеул), более известная под англифицированным именем Дже́нни Ким (англ. Jennie Kim), версией для кино Дженни Руби Джейн (англ. Jennie Ruby Jane) или их мононимной версией Дженни, — южнокорейская певица, модель, рэпер, актриса и танцовщица. Является участницей южнокорейской женской группы Blackpink, сформированной YG Entertainment в 2016 году.
В ноябре 2018 года Дженни дебютировала в качестве сольной исполнительницы с синглом «Solo». Песня была коммерчески успешной, возглавив как цифровой чарт Gaon в Корее, так и Billboard World Digital Song Sales в США. В 2023 году она дебютировала в Голливуде в сериале от HBO «Идол».
После расторжения контракта с YG Entertainment на сольную деятельность основала свой собственный лейбл, на котором выпустила дебютный сольный альбом Ruby 7 марта 2025 года. До релиза были выпущены синглы «Mantra» и «Love Hangover» и песня «Zen», одновременно с альбомом вышел сингл «Like Jennie».

## Биография
Дженни Ким родилась 16 января 1996 года в Сеуле, Республика Корея. В возрасте 9 лет она уехала на обучение в Новую Зеландию. В 2006 году она появилась в документальном фильме MBC «Английский — должен измениться, чтобы выжить». В 2010 году девушка вернулась в Корею, и успешно прошла открытое прослушивание в YG Entertainment, присоединившись к агентству в качестве трейни.

### 2012—2015: Пре-дебют
Ещё до своего дебюта Дженни участвовала в проектах других артистов YG. В 2012 году она приняла участие в записи песни «Special» Ли Хай, и появилась в видеоклипе G-Dragon «That XX». В 2013 году Ким приняла участие в записи сингла G-Dragon «Black» и песне Сынри «GG Be». В 2012 году агентство анонсировало скорый дебют новой женской группы из 12 человек, и Дженни была обозначена как одна из будущих участниц, по неофициальной версии она должна была быть лидером группы.

### 2016—2021: Дебют, рост популярности
18 мая 2016 года YG Entertainment представил тизер-фото Дженни как участницы новой женской группы Blackpink — первой со времён дебюта 2NE1 в 2009 году. В конце июня были опубликованы уже общие тизеры с остальными участницами — Джису, Розэ и Лиса. На пресс-конференции в день дебюта основатель YG, Ян Хёнсок, объявил, что лидера в группе нет, так как «все участницы подошли бы на эту роль, и выбрать очень сложно».

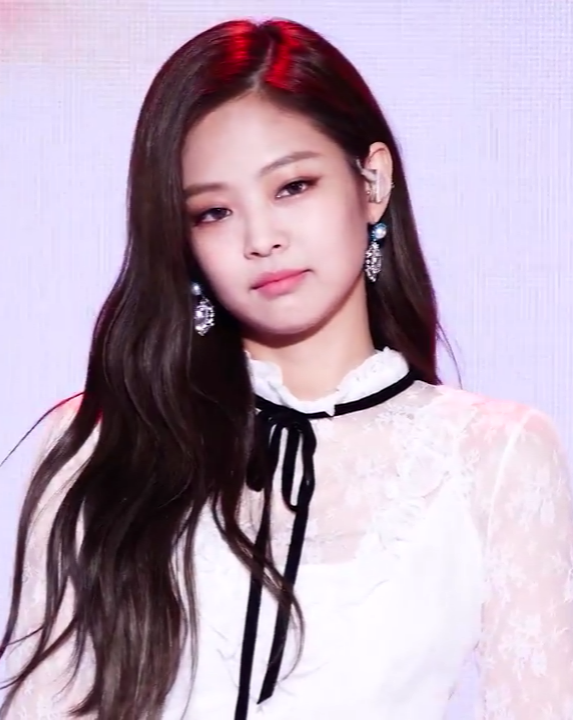
Дженни в 2017 году

В декабре 2017 года Дженни стала новой музой мирового бренда Chanel на 2018 год. В выпуске корейского Cosmopolitan за август 2018 года исполнительница также была названа новым лицом бренда Chanel после Миши Бартон.
В середине октября 2018 года YG Entertainment анонсировало сольные проекты всех участниц Blackpink, и первой свой материал выпустит Дженни. Впервые свой дебютный сингл она представила 11 ноября на концерте группы в Сеуле.
12 ноября цифровой сингл «Solo» был выпущен на всех музыкальных платформах. Песня получила статус Certified All-Kill, а также возглавила iTunes 40 стран, что является рекордом среди южнокорейских сольных исполнительниц. Также Дженни стала первой южнокорейской певицей, возглавившей мировой комбинированный рейтинг артистов в iTunes. Видеоклип за первые сутки посмотрело более 14 миллионов человек, что стало рекордом среди южнокорейских певиц.

### 2023-наст. время: Актёрский дебют, уход из YG Entertainment
Во время мирового турне Blackpink Born Pink в октябре 2023 года Дженни исполнила новую сольную песню «You & Me».

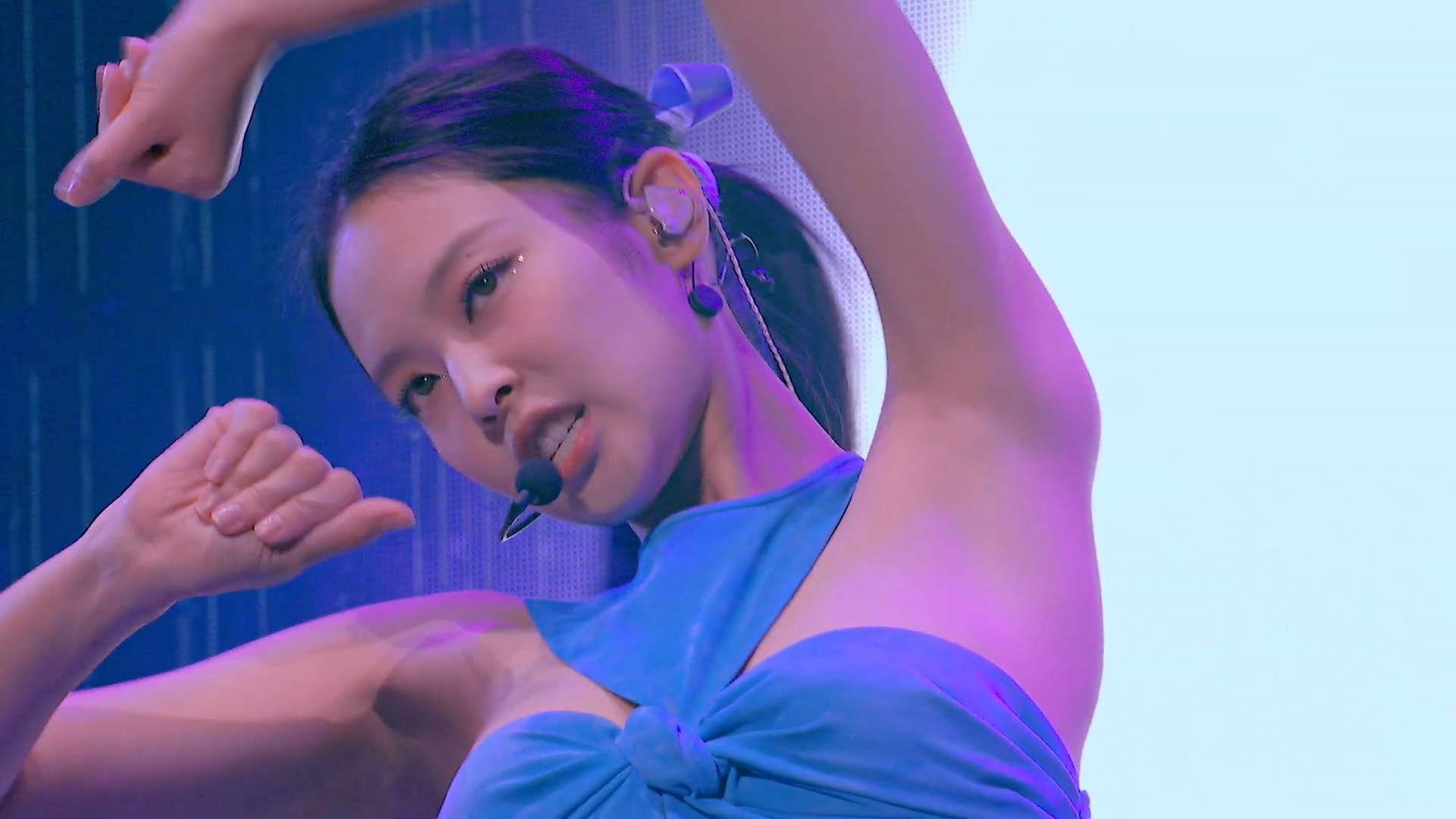
Дженни во время исполнения «You & Me» в 2022 году

В 2023 году Дженни дебютировала в качестве актрисы под сценическим псевдонимом Дженни Руби Джейн в американском драматическом телесериале от HBO «Кумир». 23 июня к сериалу был выпущен саундтрек «One of the Girls» с участием The Weeknd, Дженни и Лили-Роуз Депп.
6 октября был выпущен сингл «You & Me». Песня дебютировала под седьмым номером в Billboard Global 200 и возглавила чарт Billboard по всему миру, кроме США. «You & Me» также получила коммерческий успех в Южной Корее и достигла четвёртого места в цифровом чарте Circle.
22 ноября 2023 года король Карл III присвоил Дженни звание почетного члена ордена Британской империи вместе с другими участницами Blackpink во время специальной церемонии в Букингемском дворце, на которой также присутствовал президент Южной Кореи Юн Сок Ель.
6 декабря YG Entertainment объявил, что Дженни вместе с коллегами по группе продлили свои контракты на групповую деятельность. 24 декабря Дженни сообщила, что в ноябре 2023 года основала свой собственный музыкальный лейбл Odd Atelier. 29 декабря YG Entertainment подтвердили, что Дженни и другие участницы Blackpink не продлили контракт на индивидуальную деятельность.
Через полгода «One of the Girls» приобрела вирусную популярность благодаря платформе TikTok. 30 декабря песня попала в Billboard Hot 100 под номером 100, это стало её первым достижение в качестве сольного исполнителя. 9 марта 2024 года песня достигла 51-й строчки в Billboard Hot 100, Дженни стала первой K-pop солисткой, чья песня оставалась в данном чарте на протяжении 15 недель.
8 марта 2024 года выпущена песня «Slow Motion» вместе с Мэттом Чампионом из Brockhampton.
26 апреля вышел цифровой сингл и музыкальный клип рэпера Зико «SPOT!» с участием Дженни. Песня возглавила южнокорейские чарты, получив статус Real-Time All-Kill.

## Личная жизнь
С октября 2018 года состояла в отношениях с Кхаем из EXO, но 25 января 2019 года стало известно, что пара распалась.

## Благотворительность
8 апреля 2019 года Дженни вместе с другими участницами Blackpink пожертвовала 40 миллионов вон в пользу Ассоциации моста надежды, Национальной помощи жертвам стихийных бедствий в Республике Корея.

## Дискография

### Альбомы
| Название | Информация |
| -------- | --- |
| Ruby     | - Выпуск: 7 марта 2025 - Лейбл: Odd Atelier, Columbia - Форматы: CD, компакт-кассета, цифровое скачивание, стриминг |

### Синглы
В качестве сольного исполнителя
| Год  | Песня           | Высшая позиция в корейском чарте Circle | Продажи                                 | Альбом |
| ---- | --------------- | --------------------------------------- | --------------------------------------- | ------ |
| 2018 | «Solo»          | 1                                       | Республика Корея 2 500 000 · США 10 000 | —      |
| 2023 | «You & Me»      | 4                                       | США 4 348                               | —      |
| 2024 | «Mantra»        | 3                                       | WW: 15 000                              | Ruby   |
| 2025 | «Love Hangover» | TBA                                     | TBA                                     | Ruby   |
| 2025 | «Like Jennie»   | 1                                       | TBA                                     | Ruby   |

Как приглашённый артист
| Название                                                            | Год  | Высшая позиция в чартах | Высшая позиция в чартах | Высшая позиция в чартах | Продажи                       | Альбом                |
| Название                                                            | Год  | Республика Корея        | Республика Корея        | US World                | Продажи                       | Альбом                |
| Название                                                            | Год  | Gaon                    | Hot                     | US World                | Продажи                       | Альбом                |
| ------------------------------------------------------------------- | ---- | ----------------------- | ----------------------- | ----------------------- | ----------------------------- | --------------------- |
| «Special» (Ли Хай совместно с Дженни)                               | 2013 | 21                      | 16                      | —                       | - Республика Корея: 206 840   | First Love            |
| «GG Be» (지지베) (Сынни совместно с Дженни)                         | 2013 | 18                      | 38                      | —                       | - Республика Корея: 202 446   | Let’s Talk About Love |
| «Black» (G-Dragon совместно с Дженни)                               | 2013 | 2                       | 3                       | 10                      | - Республика Корея: 1 009 720 | Coup D’etat           |
| «One of the Girls» (The Weeknd при участии Дженни и Лили-Роуз Депп) | 2023 | —                       | —                       | 10                      | США 1000                      | The Idol Soundtrack   |
| «Slow Motion» (Мэтт Чемпион при участии Дженни)                     | 2024 | —                       | —                       | —                       | —                             | Mika’s Laundry        |

## Фильмография
Телесериалы
| Год  | Название             | Роль      | Примечание          |
| ---- | -------------------- | --------- | ------------------- |
| 2018 | Тайны деревни Мичури | Участница | Развлекательные шоу |
| 2023 | Кумир                | Дайанн    | Второстепенная роль |

Веб-шоу
| Год  | Название              | Роль      | Примечание |
| ---- | --------------------- | --------- | ---------- |
| 2018 | Jennie — 'Solo' Diary | Саму себя | 6 эпизодов |

## Награды и номинации
22 ноября 2023 года король Карл III посвятил Ким Дженни в почётные члены ордена Британской империи.

## Музыкальные шоу
| Песня  | Музыкальное шоу | Дата      |
| ------ | --------------- | --------- |
| «Solo» | Inkigayo        | 25 ноября |